# Samael Aun Weor

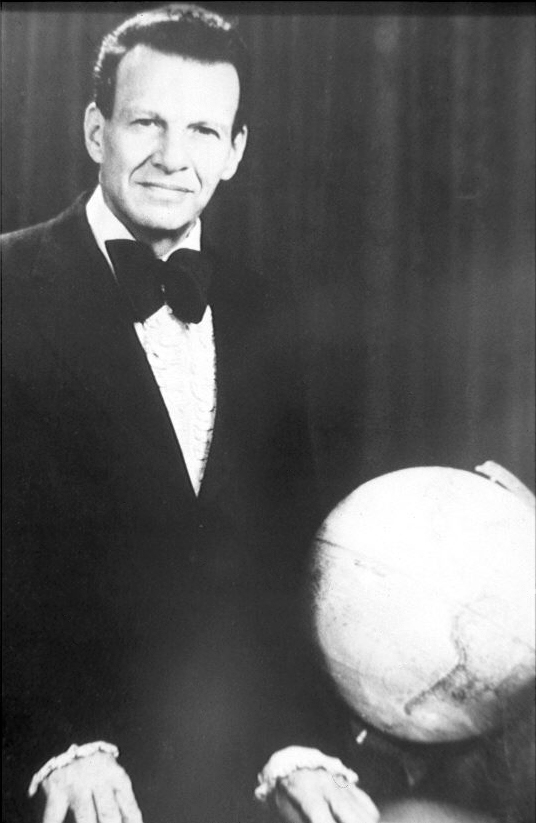
Samael Aun Weor

Samael Aun Weor (ebraică: סמאל און ואור)(n. 6 martie 1917, Bogota, Columbia – d. 24 decembrie 1977), născut Víctor Manuel Gómez Rodríguez, cetățean columbian și mai târziu mexican, a fost autor, lector și fondator al "Mișcării Gnostice Universale".
Este considerat Părintele Gnosticismului Modern având ca suport stiințific în domeniul esoterismului autentic peste 70 de lucrări scrise și multe conferințe dictate și înregistrate.

## Operele traduse și în limba română
- Căsătoria Perfectă
- Curs Zodiacal
- Cartea Fecioarei din Carmel
- Cartea Galbenă
- Cele Șapte Cuvinte
- Manual de Magie Practică
- Tratat Ezoteric de Teurgie
- Mesajul Vărsătorului
- Magie Cristică Aztecă
- Cartea Morților
- Misterle Focului
- Simbologie Onirică
- Căsătoria Perfectă
- Educație Fundamentală
- Revelații ale unui Avatara
- Misterul Înfloririi de Aur
- DA, EXISTĂ INFERN; DA, EXISTĂ DIAVOL; DA, EXISTĂ KARMĂ
- Doctrina Secretă din Anahuac
- Cei Trei Munți
- Revoluția lui Bel
- Marea Rebeliune
- Psihologie Revoluționară
- Tarot și Kabală
- Revoluția Dialecticii
- PISTIS SOPHIA DEZVĂLUITĂ